# Grubiańce
Grubiańce (biał. Грубянцы; ros. Грубянцы) – chutor na Białorusi, w obwodzie grodzieńskim, w rejonie werenowskim, w sielsowiecie Podhorodno.
Dawniej wieś. W dwudziestoleciu międzywojennym leżały w Polsce, w województwie nowogródzkim, w powiecie lidzkim, w gminie Żyrmuny. Po II wojnie światowej w granicach Związku Sowieckiego. Od 1991 w niepodległej Białorusi.